# ماكس باين 2: ذا فول أوف ماكس باين
ماكس باين 2: ذا فول أوف ماكس باين (بالإنجليزية: Max Payne 2: The Fall of Max Payne)‏ ، هي لعبة فيديو إلكترونية من نوع تصويب منظور الشخص الثالث، نشرها شركة روكستار غيمز الأمريكية سنة 2003م، وتعمل على أنظمة التشغيل كل من ويندوز وبلاي ستيشن 2 وإكس بوكس.   

## قصة اللعبة
بعد عامين من احداث الجزء الأول.عاد ماكس للانضمام إلى شرطة نيويورك وتم تبرئته من التهم المتعلقة بفورة القتل بفضل علاقته بالسيناتور ألفريد وودن زعيم جمعية سرية تسمى الدائرة الداخلية. أثناء تحقيق روتيني في جريمة قتل سيناتور ذات منصب مهم، يجد ماكس نفسه وجهاً لوجه مع المتهم مونا ساكس، التي تنضم إليه على مضض في تحقيقه. بينما يعمل الاثنان معاً لكشف الحقيقة، يبدآن في تطوير مشاعر بعضهما البعض، ويصادفان مؤامرة كبرى أخرى، والتي تشمل فلاديمير ليم، والعصابة الايطالية، والدائرة الداخلية.